# マテウス・ブエノ・バチスタ
マテウス・ブエノ（葡: Matheus Bueno）ことマテウス・ブエノ・バチスタ（葡: Matheus Bueno Batista、1998年7月30日 - ）は、ブラジル・パラナ州クリチバ出身のプロサッカー選手。Jリーグ・清水エスパルス所属。ポジションはミッドフィールダー（守備的ミッドフィールダー）。

## クラブ歴
当初は地元クリチバのノヴォ・ムンドというアマチュアクラブでサッカーをしていたが、2016年初めにコリチーバFCと親善試合を行った際に活躍した事が契機となり、コリチーバに移籍。2018年にはU-20チームに所属してコパ・サンパウロ・ジ・フチボウ・ジュニオールのメンバーにも選出された。同年3月4日にカンピオナート・パラナエンセでカジに代わって途中出場し選手初出場、11月6日にカンピオナート・ブラジレイロ・セリエBでジョナタ・エスコバルに代わって途中出場し全国リーグ初出場を記録した。
2021年7月にポルトガル・プリメイラ・リーガのジル・ヴィセンテFCに完全移籍。
2023年4月4日、ジョアン・ヴィクトルらとともにグアラニFCに加入。
2025年1月8日、清水エスパルスに完全移籍で加入することが発表された。